# Molí de la Vila (la Vall de Bianya)
El Molí de la Vila és un molí de la Vall de Bianya (Garrotxa) que forma part de l'Inventari del Patrimoni Arquitectònic de Catalunya.

## Descripció
A uns 25 m del casal de la Vila i al costat de la Riera de Santa Margarida hi ha el vell molí del mas, actualment es troba arreglat per a segona residència. És de planta rectangular i teulat a dues aigües amb els vessants vers les façanes principals. Va ser bastit amb pedra menuda, llevat de les cantoneres i les d'alguna obertura. Disposa de baixos, on hi havia hagut les eines del moliner, pis amb escala exterior de pedra i golfes. La bassa s'ha adequat a piscina.

## Història
La Vila, juntament amb la Torre (llar de la nissaga dels Corona), la desapareguda "Forcia" dels Bianya a Sant Pere i el Molí d'en Solà, eren les cases que senyorejaven aquesta vall. La Vila va ser bastida en temps medievals i es va anar ampliant i fortificant a mesura que avançaven els segles.
Així es veuen les llindes datades dels segles XVII-XVIII i XIX. Com tot mas important va disposar de nombroses cabanes i d'un molí propi.